# Kerk van Maria
De Kerk van Maria (Turks: Meryem Kilisesi) is een oude christelijke kathedraal in Efeze, Turkije. De kerk staat ook bekend als de Kerk van de Concilies vanwege de twee concilies die er werden gehouden. De kerk is gewijd aan de Theotokos,  , "de moeder van God", Maria. De kathedraal bevindt zich in de zuidelijke stoa van het Olympieion nabij de haven van Efeze.

## Geschiedenis
De kerk is gebouwd aan het begin van de 5e eeuw, gelijktijdig met het Concilie van Efeze dat daar werd gehouden in 431. Tijdens dit concilie werd Maria de titel van Theotokos verleend en mogelijk heeft de kerk daarom haar naam gekregen. 
Al voor het christendom was Efeze een stad waar de cultus van de moedergodin sterk leefde. Artemis van Efeze werd er vereerd in de grote Tempel van Artemis in Efeze, een van de zeven klassieke wereldwonderen. 
Archeologische opgravingen hebben aangetoond dat de kerk werd gebouwd op de ruïnes van een eerdere Romeinse basilica. Rond het jaar 500 werd de kerk uitgebouwd tot een monumentale kathedraal, waarvan sommige pilaren nog steeds overeind staan. 
De kathedraal was de zetel van de Bisschop van Efeze in de Late-Oudheid.

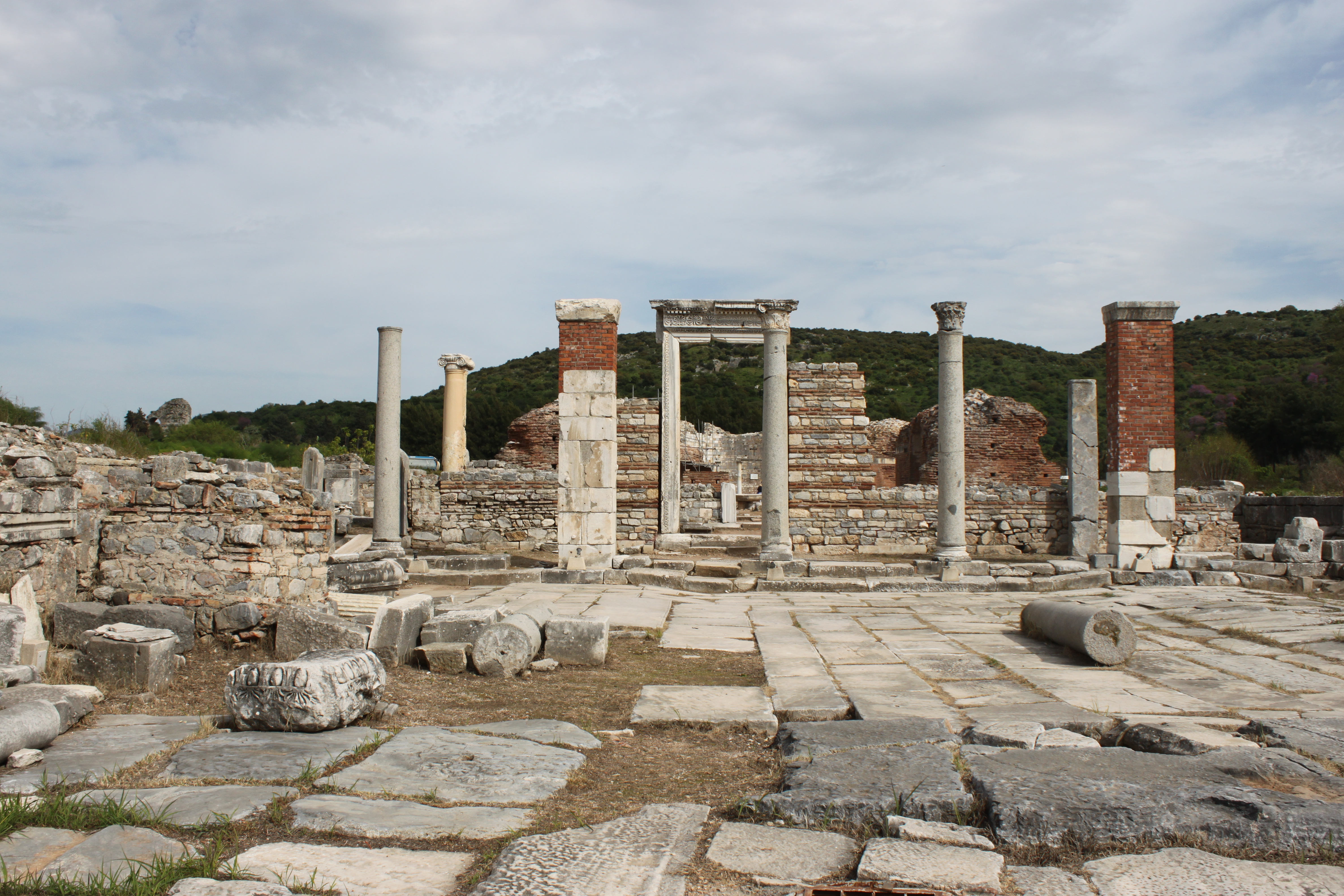
Ruïnes van de Kerk van Maria
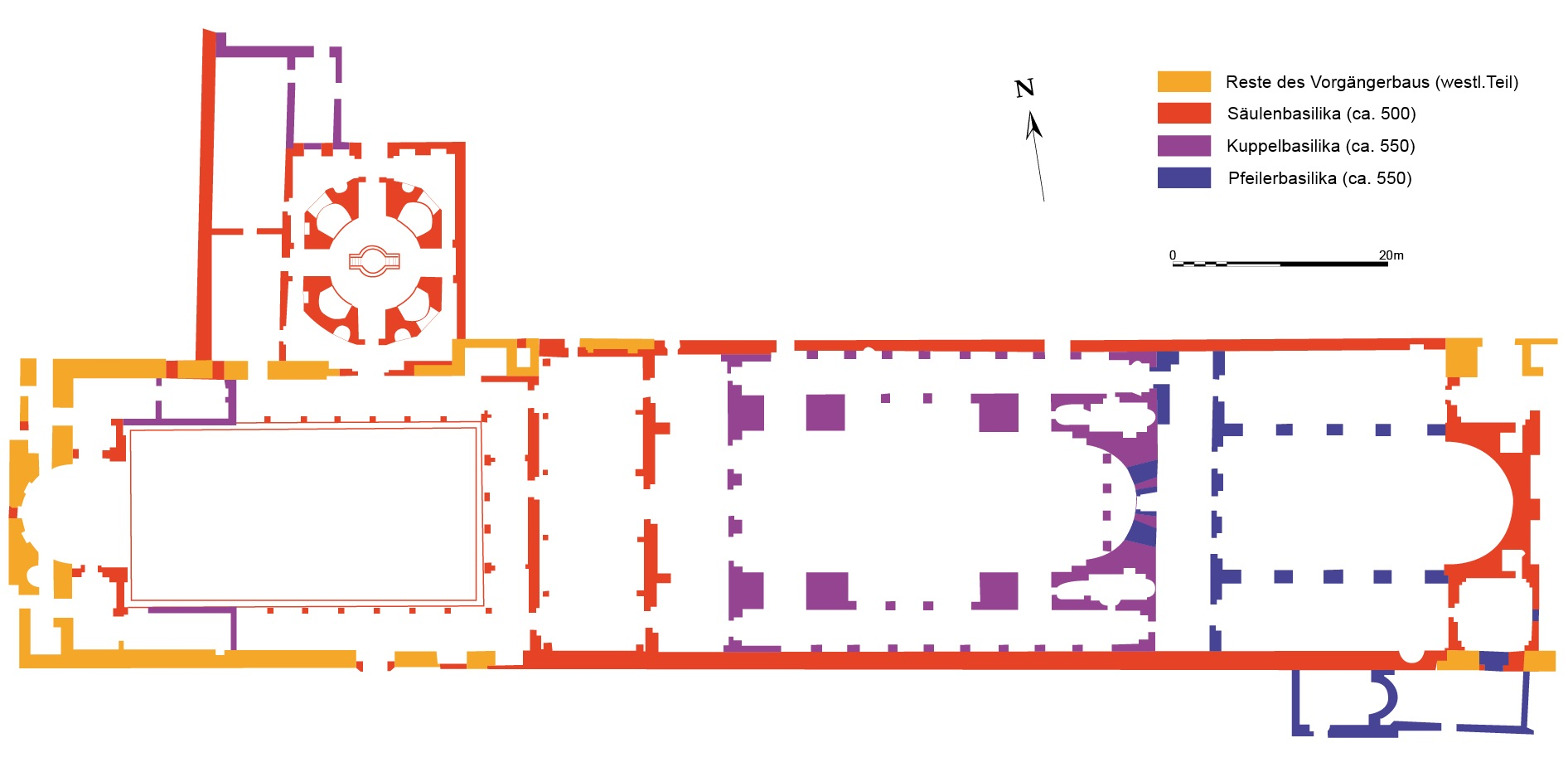
Grondplan van de Kerk van Maria